# Jubia
Jubia ou Santiago Apóstol de Jubia est un village espagnol de la municipalité de Narón, dans la province de La Corogne, en Galice.

## Histoire
Jubia était connue pour son établissement royal pour la fonte des monnaies, son usine pour la fonte et pour le laminage des cuivres employés dans la marine.
La paroisse a été supprimée en 2010 et est devenu le quartier de La Gándara dans la ville de Narón.